# Agnes von Kraemer
Agnes Aline von Kraemer, född Palmgren, 18 mars 1874 i Helsingfors, död där 24 maj 1957, var en finsk svenskspråkig översättare av franskspråkig litteratur.
Agnes von Kraemers föräldrar var borgmästaren Oskar Ludvig Palmgren (1843–1908) och Agnes Maria Elisabet Renvall (1844–1907). År 1905 gifte hon sig med Alexis von Kræmer, lärare vid Helsingfors universitet.

## Översättningar
- Georges Rodenbach : Klockspelaren : roman. Helios, Helsingfors 1905, 2. uppl. Schildt, Helsingfors 1918 (Le carillonneur)
- Rodenbach: Det döda Brügge: roman. Helios, Helsingfors 1904.[1]
- Georges Rodenbach : Kallelsen ; bemynd. övers. från franskan jämte ett förord av Agnes von Kraemer. Schildt, Helsingfors 1916 (La vocation)
- Francis Jammes : Almaïde d'Etremont och två andra berättelser. Lilius & Hertzberg, Helsingfors 1911
- Eugène Fromentin : Dominique. Lilius & Hertzberg, Helsingfors 1913
- Alain-Fournier : Det underbara äventyret ; bemyndigad övers. från franskan jämte ett förord av Agnes von Kraemer. Kraemer. Schildt, Helsingfors 1916 (Le grand Meaulnes)